# 여수공업고등학교
여수공업고등학교(麗水工業高等學校)는 대한민국 전라남도 여수시 군자동에 있는 사립 고등학교이다.

## 학교 연혁
- 1947년 8월 1일 : 재단법인 여수공학원 설립
- 1953년 3월 23일 : 재단법인 여수공학원 초대 이사장 김한희 선생 취임
- 1953년 8월 21일 : 여수공업고등학교 인가
- 1971년 12월 27일 : 학교법인 운강학원 제4대 이사장 김연식 박사 취임
- 1982년 5월 11일 : 학교법인 "운강학원" 출범
- 2021년 7월 23일 : 학과 개편(전기과→AI전기제어과, 기계자동차과→스마트자동과)
- 2023년 3월 3일 : 학교법인 운강학원 제5대 이사장 김규환 교수 취임
- 2024년 3월 1일 : 제16대 교장 김대원 선생 취임
- 2025년 1월 8일 : 제73회 졸업식 거행 (총 33,537명 졸업)

## 설치 학과
- 기계과
- 전기과
- 스마트자동차과
- 기계자동차과
- AI전기제어과
- 드론공간정보과

## 갤러리

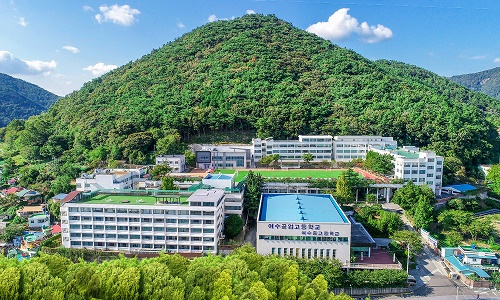
본관
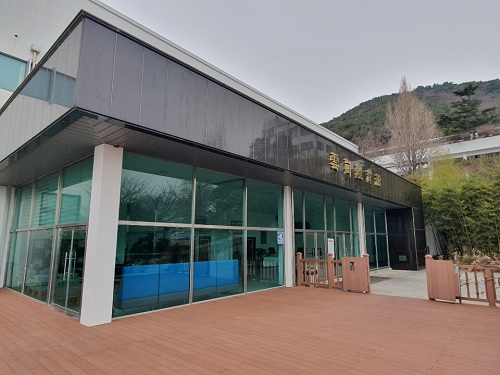
체육관
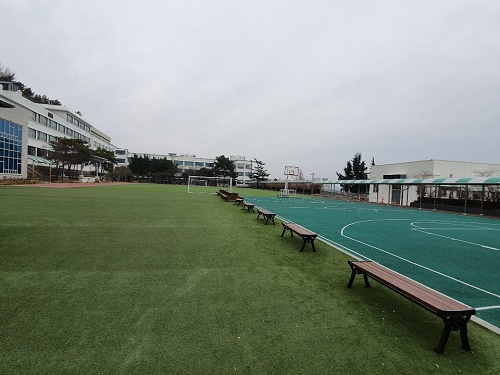
운동장
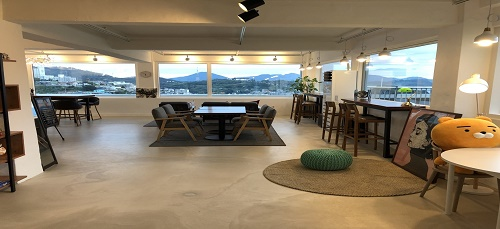
바리스타실

## 참고 자료
- 여수공업고등학교 - 한국교육학술정보원 학교알리미